# Platygaster sinica
Platygaster sinica är en stekelart som beskrevs av Peter Neerup Buhl 1996. Platygaster sinica ingår i släktet Platygaster och familjen gallmyggesteklar. Inga underarter finns listade i Catalogue of Life.